# Acanthotetilla walteri
Acanthotetilla walteri är en svampdjursart som beskrevs av Peixinho, Fernandez, Oliveira, Caires och L. Hajdu 2007. Acanthotetilla walteri ingår i släktet Acanthotetilla och familjen Tetillidae. Inga underarter finns listade i Catalogue of Life.